# FK Jagodina
Der FK Jagodina (vollständiger offizieller Name auf Serbisch: Фудбалски клуб Јагодина, Fudbalski klub Jagodina; deutsch: Fußballclub Jagodina) – auch bekannt als Plavi („Die Blauen“) – war ein Fußballverein aus der Stadt Jagodina.
Der Verein wurde 1919, nur wenige Monate nach dem Ende des Ersten Weltkriegs, unter dem Namen JSK Zora gegründet. Nach zahlreichen Umbenennungen und einer Fusion mehrerer Stadtvereine entstand 1962 der heutige Name.
Zu den Zeiten Jugoslawiens und Serbien und Montenegros spielte der FK Jagodina meist in den unteren Ligen des Landes, außer in der Spielzeit 1957/58, unter dem Namen FK Morava, sowie 1993/94, als man jeweils eine Saison in der zweiten Liga verbrachte. Ab 2006 gelang dem Verein von der 4. Liga aus der direkte Durchmarsch in die 1. Liga.
Auch als Erstligist setzte der FK Jagodina seine gute Entwicklung fort und hat sich in den vergangenen Jahren endgültig als einer der stabilsten serbischen Fußballvereine etabliert. Als größter sportlicher Erfolg des Vereins zählt der Gewinn des serbischen Fußballpokals 2013 und das Erreichen des Pokalfinales 2014 sowie der 3. Platz in der Saison 2013/14.
Seine Heimspiele bestreitet der Verein im Gradski stadion Jagodina, das Teil des Sport- und Freizeitgeländes Đurđevo brdo ist und sich im äußersten Süden der Stadt befindet.

## Geschichte

### 1906–1939 – Die frühen Jahre

Büste des Pädagogen Sreten Adžić in Jagodina, des Initiators des Fußballs in der Stadt, indem er 1906 den ersten Fußball nach Jagodina brachte

1906 war es Sreten Adžić, heute einer der bekanntesten Pädagogen Serbiens, der als ehemaliger Student der Universität Wien und der Universität Leipzig sowie Gründer und Direktor der ersten männlichen Lehrerausbildungsschule in Jagodina den ersten Fußball aus Wien nach Jagodina brachte. Er sah im Fußball den erzieherischen Wert der körperlichen, sozialen und emotionale Entwicklung sowie die Gelegenheit zur Entfaltung des jugendlichen Geistes, mit dem Ziel, die ethischen Tugenden zu pflegen.
Im Laufe der Jahre wurde in der Region der im Alltag die Aufmerksamkeit der Bevölkerung auf sich ziehende Fußball immer beliebter. Daher wurde 1919, nur wenige Monate nach Ende des Ersten Weltkriegs, auf Initiative von Milan Trifunović sowie mehrerer ehemaliger serbischer Soldaten, der erste Fußballverein in der Stadt gegründet wurde, dem sie den Namen JSK Zora gaben.
Schon bald sollte das erste offizielle Spiel der Vereinsgeschichte stattfinden. Die Idee dazu hatte Josip Baner, der Bruder von Franc Baner, der damals nach Sreten Adžić den zweiten Fußball nach Jagodina brachte. Josip Baner organisierte schließlich nach seiner Rückkehr aus Skoplje die Begegnung zwischen dem JSK Zora und einer zusammengestellte Mannschaft, die aus Spielern des SK Jugoslavija und Belgrader SK bestand, welches man überraschend vor etwa 200 Zuschauern mit 6:0 für sich entscheiden konnte.
1921 wurde JSK Zora aufgelöst und daraufhin ein neuer Club mit dem Namen SK Sparta gegründet, aus dem später der JSK Budućnost hervorging, dem es jedoch bis 1923 nicht erlaubt war den Spielbetrieb aufzunehmen. In der Saison 1922/23 gewann der SK Sparta die Liga der Region Šumadija, die damals der dritten Liga Serbiens entsprach. In der Zwischenzeit wurden weitere Vereine in Jagodina gegründet, die jedoch bald wieder aufgelöst werden sollten. 1926 entstand der JSK Daca, 1928 der JSK Hajduk und der JSK Tomislav, die alle 1932 aufgelöst wurden. Doch bereits im selben Jahr wurde der JSK Sloga gegründet, der jedoch schon bald seine Spielbetrieb beenden musste. Die ehemaligen Spieler dieser Verein, vor allem die der Clubs JSK Hajduk und JSK Daca, gründeten schließlich 1935 den Fußballverein JSK.

### 1939–1947 – Während des Zweiten Weltkriegs
Während des Zweiten Weltkriegs gehörte der JSK zu den stärksten Clubs des Landes, jedoch wurde das Königreich Jugoslawien von den Achsenmächten zerschlagen und besetzt. Die Region um Jagodina stand unter der deutsche Militärokkupation durch die Wehrmacht, doch trotz aller Schwierigkeiten, die der Krieg und die Besatzung mit sich brachte, schaffte es der Verein, positive Ergebnisse im nationalen Wettbewerb zu erreichen, an dem jedoch nicht jeder Verein teilnehmen durfte oder konnte.
So gelang es dem JSK 1943 insgesamt 45 Spiele zu absolvieren, von denen 32 für sich entscheiden werden konnten, was ihm schließlich die Meisterschaft der regionalen Liga der Banschaft Morava einbrachte. In der Qualifikation um den Aufstieg in die serbische Liga, der dritthöchsten Spielklasse Jugoslawiens, spielten sie gegen Šumadija Kragujevac. Zwar gelang dem JSK der Aufstieg, jedoch wurde die darauffolgende Saison verschoben und sollte auch nie aufgrund der Kriegsfolgen begonnen werden. Das letzte Spiel während dieser Periode absolvierte der Verein am 25. Mai 1944, als man den SK Karađorđe aus Paraćin mit 1:0 besiegte.
Am 9. Mai 1945, nur einen Tag nach der bedingungslosen Kapitulation der Wehrmacht, die zum Ende des Krieges führte, entstand in der Stadt ein Sportverein namens SD Polet, der bereits 1946 in FK Nikčević umbenannt wurde, nach Radislav Nikčević, einem serbischen Widerstandskämpfer aus Jagodina, der während des Kriegs von deutschen Soldaten gefangen genommen und während eine Befreiungskampfes getötet, sowie posthum zum „Volkshelden Jugoslawiens“ erklärt wurde, wodurch er 1951 von Staatschef Josip Broz Tito den Orden des Volkshelden erhielt.

### 1947–1962 – Namensänderungen und Clubfusion
Der FK Nikčević erreichte 1947 erstmals das Achtelfinale des jugoslawischen Pokals. 1949 änderte man wieder mal seinen Namen, diesmal in FK Sloga, der am Wettbewerb der unterklassigen Liga von Kragujevac teilnahm und zu dessen Vereinsführung Mile Milovanović, Dušan Stojković und Ljubiša Milosavljević gehörten. 1951 wurde dieser Verein in FK Mladost umbenannt. 1953 ist Rale Ristić der Vereinspräsident, sowie Ostoja Simić Trainer der Mannschaft, die während der Saison im Pokal auf Titelverteidiger Partizan Belgrad traf. Bereits 1954 erhielt der Verein den Namen FK Morava, benannt nach der Morava, dem längsten Fluss Serbiens, an der auch die Stadt Jagodina liegt.
1957 erreichte der Verein zum ersten Mal die 2. jugoslawische Liga, genauer die IV Zona, da die damalige 2. Liga aus fünf Unterligen bestand. Der Kapitän dieser Generation war Dimitrije Milosavljević. Zu dieser Zeit wurden weitere Fußballvereine in der Stadt gegründet, darunter 1948 der FK Mladi Radnik, der bereits 1952 in FK Jedinstvo umbenannt wurde. Im selben Jahr gewann Jedinstvo unter Trainer Budimir Milivojević dem Stadtpokal mit dem Namen „Befreiung Svetozarevos“, denn in Jugoslawien trug die Stadt Jagodina den Namen Svetozarevo, benannt nach Svetozar Marković.
Im Finale besiegte man zuvor Morava mit 3:2. 1952 wurde auch der FK Svetozarevo gegründet, der bald den Namen OFK Kablovi erhielt, nach einer lokalen Kabelfabrik. 1958 erhielt die Stadt das Gradski Stadion Jagodina, das im äußersten Süden der Stadt erbaut wurde, in unmittelbarer Nähe des Hügels Đurđevo brdo, das zu der Zeit 20.000 Zuschauern Platz bot und von mehreren Jagodiner Fußballvereinen genutzt wurde.
Schließlich kam es am 14. Oktober 1962 zu einer Fusion der Vereine Morava, Jedinstvo und des OFK Kablovi zu einem Verein, dem heutigen FK Jagodina, was das Ende einer langen Ära von Namensänderungen mit sich brachte. Trotz der bis dahin turbulenten Geschichte, der zahlreichen Namensänderungen und der Clubfusion, liegen die Wurzeln des Vereins im Jahr 1919, dem Gründungsjahr des JSK Zora, der allererste Fußballverein der Stadt. So nennt auch der FK Jagodina selbst offiziell 1919 als sein Gründungsjahr und gilt als Nachfolgeverein aller dieser Clubs und setzt die Tradition dieser Vorgängervereine fort.

### 1962–2008 – Triste Jahre, Aufstiege und Etablierung
In den folgenden drei Jahrzehnten konnte der Verein keine signifikanten Ergebnisse erreichen, daher spielte der Verein überwiegend in den unteren Ligen. Nach dem Auflösung des Sozialistischen Jugoslawien 1992, wurde die Bundesrepublik Jugoslawien gegründet, die aus den Teilrepubliken Serbien und Montenegro bestand. Nach Jahren der Unterklassigkeit feierte der FK Jagodina seinen bis dahin größten Erfolg seit 1957, als er im Jahr 1993 den Aufstieg in die 2. Liga Jugoslawiens erreichte, jedoch als Vorletzter in der Saison 1993/94 wieder abstieg.
Seinen Tiefpunkt erreichte der Verein zwischen 2002 und 2006, als er überwiegend in der 4. Liga des inzwischen in Serbien und Montenegro umbenannte Landes spielte, dessen Staatsunion im Jahr 2006 endete. Dieses Jahr markierte einen Wendepunkt für den FK Jagodina. 2006 gelang die Vizemeisterschaft und somit der Aufstieg in die 3. Liga. In der Saison 2006/07 gewann der Verein den Meistertitel der Srpska Liga Ost, eine der vier Sektionen der 3. Liga Serbiens, und spielte somit zur Saison 2007/08 in der 2. Liga. Dort gelang auf Anhieb die Vizemeisterschaft, an der Angreifer Igor Pavlović als Torschützenkönig mit 17. Treffern erheblichen Anteil hatte. Dem Club gelang somit der direkte Durchmarsch in die höchste Spielklasse, die SuperLiga, in der sich der FK Jagodina auch etablieren konnte.

### 2008–heute – Pokalsieg und Europa League
Unter der Leitung von Trainer Simo Krunić beendete der Verein die Saison 2011/12 als Vierter und qualifizierte sich somit zum ersten Mal für den Europapokal, genauer für die Europa League 2012/13, was bisher die erfolgreichste Saison für den FK Jagodina bedeutete. Nach der Hinrunde der Saison 2012/13 lag der Verein auf dem dritten Platz. Somit war 2012 das erfolgreichste Jahr der Vereinsgeschichte.
Die folgende Saison sollte den Erfolg nochmal überbieten. Nach der erfolgreichen Hinrunde erreichte der FK Jagodina zudem erstmals das Finale des serbischen Pokals, wo sie auf Vojvodina Novi Sad trafen. Im Partizan-Stadion, wo das Finale ausgetragen wurde, besiegte die „Blauen“ den Favoriten aus Novi Sad mit 1:0.
Mittelfeldspieler Milan Djurić erzielte per Elfmeter das entscheidende Tor und schoss den FK Jagodina bei der ersten Finalteilnahme gleich zum ersten Sieg sowie zum größten Vereinserfolg in seiner fast 100-jährigen Geschichte. Später fand im Stadtzentrum die Pokalsieg-Feier statt, an der auch Dragan Marković teilnahm, amtierender Präsident des Stadtrates und Chef der Partei Vereinigtes Serbien.

„Etwas ist passiert, was die Stadt Jagodina in ihrer bisherigen Geschichte noch nicht erlebt hat, und zwar, dass der FK Jagodina den serbischen Pokal gewinnt. Warum haben wir so sehr in den Sport investiert: Wir wollen, dass sich die Vorbilder der jungen Menschen auf dem Sportplätzen befinden. Und alles, was dies Stadt leistet, was den Sport betrifft, betrachte ich als keine Fehlinvestition. […] Auf dieser Art und Weise werden wir weiterhin fortsetzen, die jungen Menschen vom schlechten Weg abzubringen, sowie von Drogen und Alkohol, und ihnen Bedingungen bieten, die ihnen die Teilnahme am Sport ermöglichen.“

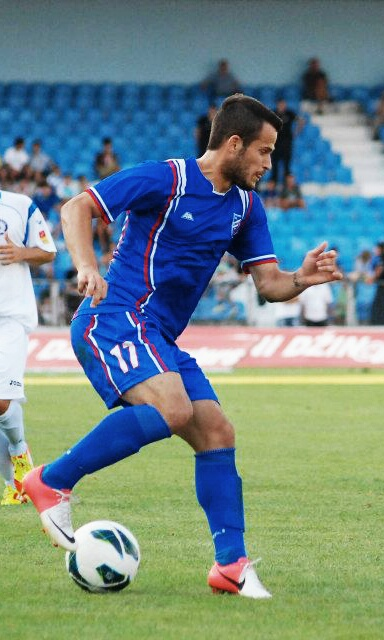
Dragan Stojkov, früherer mazedonischer Jugendnationalspieler im Trikot des Vereins (2014)

Die siegreiche Mannschaft von Krunić, die sich auf einem offenen Doppeldeckerbus befand, fuhr vom Heimstadion in die Innenstadt und wurde von mehreren tausend Menschen empfangen, die ihre Mannschaft und den historischen Vereinserfolg, begleitet durch die für diese Region typische Serbische Brass-Musik, gebührend feierte. Die Saison beendete FK Jagodina letztendlich erneut als Vierter und stellte mit Miloš Stojanović, der 19 Tore erzielte, auch den Torschützenkönig der Liga.
Zur Saison 2013/14 übernahm Mladen Dodić den Trainerposten beim FK Jagodina. In der Europa League 2013/14 scheiterte man am russischen Vertreter Rubin Kasan mit 2:3 und 0:1. Die Meisterschaft 2013/14 beendete der FK Jagodina als dritter, bisher die höchste Platzierung der Vereinsgeschichte, und konnte sich somit für die Europa League 2014/15 qualifizieren. Dazu gelang nochmal der Pokalfinaleinzug; diesmal gelang jedoch Vojvodina Novi Sad mit einem 2:0 der Pokalsieg.
Ebenfalls konnte man mit Angreifer Aleksandar Pešić den zweitbesten Torjäger der Liga stellen. Allerdings wechselte er nach Frankreich zum FC Toulouse. Die Einzelheiten der Transfers sind nicht eindeutig bekannt, jedoch wurde berichtet, dass Pešić zu den teuersten Spielern gehört, die der Verein in letzten Jahren verkaufte. Ab der Saison 2014/15 wurde Simo Krunić wieder Trainer des FK Jagodina. In der Saison 2020 wurde ein Insolvenzverfahren gegen den Verein eingeleitet.

## Stadion

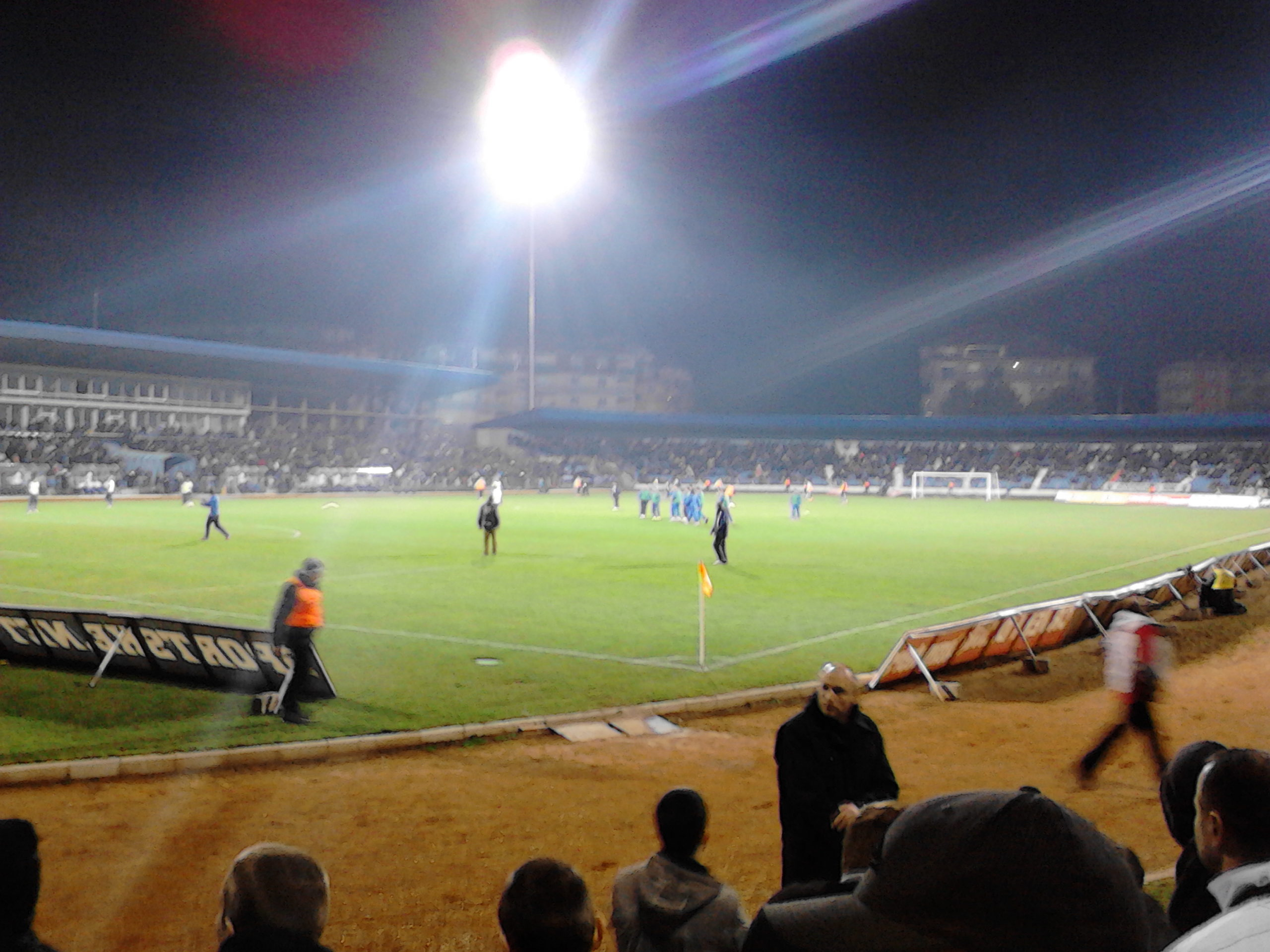
Das Gradski-Stadion Jagodina während eines Erstligaspiels gegen Partizan Belgrad 2013

Das Heimstadion des Vereins ist das Gradski stadion Jagodina, das auch unter dem Namen Stadion FK Jagodina oder Stadion pod Đurđevim brdom bekannt ist. Es bietet 15.000 Zuschauern Platz und ist Teil des Sport- und Freizeitgeländes Đurđevo brdo, das sich im äußersten Süden der Stadt befindet.
Dort sind unter anderem ein weiteres Fußballfeld, ein moderner Aquapark, der Zoo Park Jagodina, ein Tenniskomplex und eine Sporthalle, eine Kartbahn, sowie ein Hotel und ein Naturpark angeschlossen.
Das Stadion wurde 1958 erbaut und hatte damals eine Kapazität von bis zu 20.000 Zuschauern, wurde aber von 2007 bis 2008 komplett renoviert, was das Fassungsvermögen deutlich reduzierte. Dabei wurden neue Tribünen erbaut, die bis auf die Südtribüne komplett mit Sitzplätzen ausgestattet waren.
2013 wurde auch die Südtribüne mit Sitzplätzen ausgestattet, so dass es im Besitz von vier Sitzplatztribünen ist. Daneben wurde die neue Westtribüne zusammen mit den V.I.P.-Räumen überdacht, während die Überdachung der Nordtribüne ein Jahr später vollendet wurde. Im Bereich der Nordtribüne befindet sich auch ein kleineres Hotel. 2009 wurde das Spielfeld renoviert und ein neuer Rasen verlegt. Diese Prozedur kostet über 200.000 €. Im Jahr 2012 wurde eine kleine Gaststätte innerhalb des Stadions mit dem Namen Blue Café eröffnet. Ende desselben Jahres erhielt das Stadion dazu vier neue Flutlichter der Stärke 1.500 Lux, deren Installation etwa 400.000 € kostete.
Am Stadion sind weitere Renovierungen bzw. Projekte in Planung, wie der Bau von mehreren Wohnungen unter der Nordtribüne, die für das Unterkommen der Spieler gedacht sind, sowie die Vollendung der Westtribüne. Weitere Zukunftsprojekte sind das Auftragen einer blauen Tartanbahn, die Hauptfarbe des Vereins, sowie weitere Rekonstruktion an der Ost- und Südtribüne, darunter deren Überdachung.

### Ehemalige bedeutende Spieler
- Freddy Adu, 2014, US-amerikanischer Nationalspieler
- Mohamed El Monir, 2011–2014, libyscher Nationalspieler
- Miloš Stojanović, 2011–2013, Torschützenkönig der 1. serbischen Liga 2013
- Francis Bossman, 2013, ehemaliger ghanaischer Nationalspieler
- Dragan Stojkov, 2010–2013, ehemaliger mazedonischer Juniorennationalspieler
- Marko Simić, 2010–2011, montenegrinischer Nationalspieler
- Perica Ognjenović, 2009–2011
- Alfred Arthur, 2008–2009

## Titel/Erfolge
Der Verein wurde 1919 unter dem Namen JSK Zora gegründet. Nach zahlreichen Umbenennungen und einer Fusion mehrerer Stadtvereine entstand 1962 der heutige Name. Der FK Jagodina gilt als Nachfolgeverein aller dieser Clubs und setzt die Tradition dieser Vorgängervereine fort.

### Meisterschaftserfolge
Als FK Jagodina
- Dritter der Serbischen Meisterschaft (1): 2014
- Vizemeister der 2. serbischen Liga (1): 2008
- Meister der 3. serbischen Liga Ost (1): 2007
- Vizemeister der 4. serbischen Liga (1): 2004, 2006
- Aufstieg in die 2. jugoslawische Liga (1): 1993

Als FK Morava
- Aufstieg in die 2. jugoslawische Liga (1): 1957

Als JSK
- Aufstieg in die serbische Liga des Königreich Jugoslawien (1): 1943
- Meisterschaft der Banschaft Morava (1): 1943

Als SK Sparta
- Meisterschaft der Region Šumadija (1): 1923

### Pokalerfolge
Als FK Jagodina
- Serbischer Pokal (1): 2013
- Serbischer Pokalfinalist (1): 2014

Als FK Nikčević
- Achtelfinale des jugoslawischen Pokals (1): 1947

### Weitere Erfolge
Als FK Jagodina
- Fairste Mannschaft der Serbischen Meisterschaft (1): 2014

## Trikotausrüster

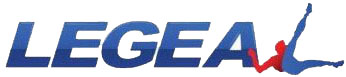
Das Logo von Legea, dem neuen Ausrüster des Vereins

Zwischen 2008 und 2012 war Nike der offizielle Ausrüster des Vereins. Von 2012 bis 2014 wurden der FK Jagodina vom serbischen Sportartikelhersteller NAAI ausgerüstet. Im Mai 2014 wurde bekannt, dass Legea den Club ab der Spielzeit 2014/15 mit Trikots, Trainings- und Freizeitkleidung ausstatten wird. Der Vertrag mit dem italienischen Unternehmen läuft bis 2017.
| Jahre     | Ausrüster |
| --------- | --------- |
| 2008–2012 | Nike      |
| 2012–2014 | NAAI      |
| 2014–2017 | Legea     |